# 邢贵人
邢贵人（？—259年），是曹魏第三代皇帝曹芳的贵人。
嘉平六年（254年），司马师废黜曹芳。甘露二年（257年）孙吴将领孙壹在和权臣孙綝的斗争中失败，投降曹魏。司马昭把以魏废帝曹芳的贵人邢氏嫁孙壹为妻。孙壹为孙吴皇族，他是孙奂的庶子，祖父孙静是孙坚的弟弟，被曹魏任命为车骑将军，仪同三司，封吴侯。邢氏美貌但妒忌成性，仆人不能忍受她的性情，甘露四年（259年），将她与孙壹一同杀死。